# Émeutes de Hădăreni
Les émeutes de  Hădăreni sont des violences qui ont éclaté en 1993 contre des Roms du village de Hădăreni, dans le județ de Mureș de Transylvanie en Roumanie. Elles ont donné lieu à l’affaire Moldovan et autres portée devant la Cour européenne des droits de l'homme qui a condamné les émeutiers et la Roumanie en 2005.

## Les faits
(juillet 2025).
La mise en forme du texte ne suit pas les recommandations de Wikipédia : il faut le « wikifier ».
Les points d'amélioration suivants sont les cas les plus fréquents. Le détail des points à revoir est peut-être précisé sur la page de discussion.
- Les titres sont pré-formatés par le logiciel. Ils ne sont ni en capitales, ni en gras.
- Le texte ne doit pas être écrit en capitales (les noms de famille non plus), ni en gras, ni en italique, ni en « petit »…
- Le gras n'est utilisé que pour surligner le titre de l'article dans l'introduction, une seule fois.
- L'italique est rarement utilisé : mots en langue étrangère, titres d'œuvres, noms de bateaux, etc.
- Les citations ne sont pas en italique mais en corps de texte normal. Elles sont entourées par des guillemets français : « et ».
- Les listes à puces sont à éviter, des paragraphes rédigés étant largement préférés. Les tableaux sont à réserver à la présentation de données structurées (résultats, etc.).
- Les appels de note de bas de page (petits chiffres en exposant, introduits par l'outil «  Source ») sont à placer entre la fin de phrase et le point final[comme ça].
- Les liens internes (vers d'autres articles de Wikipédia) sont à choisir avec parcimonie. Créez des liens vers des articles approfondissant le sujet. Les termes génériques sans rapport avec le sujet sont à éviter, ainsi que les répétitions de liens vers un même terme.
- Les liens externes sont à placer uniquement dans une section « Liens externes », à la fin de l'article. Ces liens sont à choisir avec parcimonie suivant les règles définies. Si un lien sert de source à l'article, son insertion dans le texte est à faire par les notes de bas de page.
- La présentation des références doit suivre les conventions bibliographiques. Il est recommandé d'utiliser les modèles {{Ouvrage}}, {{Chapitre}}, {{Article}}, {{Lien web}} et/ou {{Bibliographie}}. Le mode d'édition visuel peut mettre en forme automatiquement les références.
- Insérer une infobox (cadre d'informations à droite) n'est pas obligatoire pour parachever la mise en page.

Pour une aide détaillée, merci de consulter Aide:Wikification.
Si vous pensez que ces points ont été résolus, vous pouvez retirer ce bandeau et améliorer la mise en forme d'un autre article.
Le 20 septembre 1993, un groupe de Roms s'est disputé avec un vieux Roumain. Lorsque son fils est arrivé pour secourir le père, l'un des Roms a poignardé à mort le jeune Roumain. Les Roms se sont ensuite réfugiés dans une maison où ils se sont enfermés. Les Roumains ont exigé qu'ils quittent la maison et se rendent à la police. Comme les Roms refusaient de sortir de la maison, les villageois roumains et hongrois, y compris le commandant de la police locale et l'un de ses officiers,[4] se sont rassemblés à l'extérieur, ont aspergé la maison d'essence et y ont mis le feu. Deux Roms ont été lynchés lorsqu'ils ont tenté de s'enfuir, un est mort brûlé à l'intérieur et un autre s'est échappé[2]. Au cours de la période précédente, des dizaines de plaintes avaient été déposées concernant des vols commis par des Roms au détriment de la population majoritaire, sans que la police ne parvienne à les résoudre[5].
Par la suite, dans un "cas classique de justice populaire"[1], 13 (ou 14, selon certaines sources[3]) maisons roms ont été incendiées et quatre autres ont été endommagées. La police n'a rien fait pour mettre fin aux attaques[3] La plupart des 130 habitants roms du village se sont enfuis dans les bois voisins, ne revenant que plusieurs jours, voire plusieurs semaines plus tard[2].
Le gouvernement, dans son explication officielle, a exprimé sa compréhension pour la "colère des villageois"[6].

## Le procès
La Cour européenne des droits de l'homme a décidé que les Roumains avaient à payer 258 000 € de compensation aux Rroms qui avaient perdu leur maison. Selon le verdict de la cour, la police roumaine (en) a participé activement à l'allumage des incendies et a ensuite essayé de s'en cacher. En outre, la Cour a jugé que ces violences étaient directement liées à l'origine ethnique des requérants. Elle a enfin estimé que la longueur de la procédure (onze ans) n'aura pas permis aux Rroms de bénéficier de toute la réparation nécessaire.